# Варницька Степанида Іванівна
Степанида Іванівна Варницька (? — ?) — українська радянська діячка, ткаля, старша бракувальниця Чернівецької текстильної фабрики № 6 Чернівецької області. Депутат Верховної Ради СРСР 3—4-го скликань.

## Життєпис
На 1950 рік — ткаля, на 1954 рік — старша бракувальниця Чернівецької текстильної фабрики № 6 Чернівецької області.
Потім — на пенсії.